# Kvalspelet till europamästerskapet i volleyboll för damer 1989
Kvalspelet till europamästerskapet i volleyboll för damer 1989 spelades 7 till 18 juni 1989. I kvalet deltog 18 landslag från CEV:s medlemsförbund som tävlade om 8 platser i mästerskapet. Kvalificerade sedan tidigare var värden för EM (Västtyskland), liksom de tre bästa lagen från EM 1987 (Östtyskland, Sovjetunionen och Tjeckoslovakien). 
Kvalspelet skedde i gruppspel med fyra grupper om fyra eller fem lag. De två första lagen i varje grupp kvalificerade sig för EM.

## Turneringen

### Grupp 1
Spelplats: Wien, Österrike, 16—18 juni 1989
| Pos. | Landslag  | Matcher | Matcher | Matcher | Set | Set | Poäng | Matchresultat | Matchresultat | Matchresultat | Matchresultat |
| Pos. | Landslag  | S       | V       | F       | VS  | FS  | Poäng | 1             | 2             | 3             | 4             |
| ---- | --------- | ------- | ------- | ------- | --- | --- | ----- | ------------- | ------------- | ------------- | ------------- |
| 1    | Bulgarien | 3       | 3       | 0       | 9   | 0   | 6     |               | 3:0           | 3:0           | 3:0           |
| 2    | Finland   | 3       | 2       | 1       | 6   | 5   | 5     | 0:3           |               | 3:2           | 3:0           |
| 3    | Österrike | 3       | 1       | 2       | 5   | 7   | 4     | 0:3           | 2:3           |               | 3:1           |
| 4    | Belgien   | 3       | 0       | 3       | 1   | 9   | 3     | 0:3           | 0:3           | 1:3           |               |

16 juni: Österrike — Belgien 3:1 (15:8, 11:15, 15:9, 15:5); Bulgarien — Finland 3:0 (15:11, 15:5, 15:10).
17 juni: Finland — Österrike 3:0 (15:10, 15:9, 15:17, 14:16, 15:13); Bulgarien — Belgien 3:0 (15:8, 15:7, 15:11).
18 juni: Bulgarien — Österrike 3:0 (15:11, 15:5, 15:11); Finland — Belgien 3:0 (15:13, 15:4, 15:4).

### Grupp 2
Spelplats: La Coruña, Spanien, 13—17 juni 1989
| Pos. | Landslag      | Matcher | Matcher | Matcher | Set | Set | Poäng | Matchresultat | Matchresultat | Matchresultat | Matchresultat | Matchresultat |
| Pos. | Landslag      | S       | V       | F       | VS  | FS  | Poäng | 1             | 2             | 3             | 4             | 5             |
| ---- | ------------- | ------- | ------- | ------- | --- | --- | ----- | ------------- | ------------- | ------------- | ------------- | ------------- |
| 1    | Jugoslavien   | 4       | 4       | 0       | 12  | 2   | 8     |               | 3:1           | 3:1           | 3:0           | 3:0           |
| 2    | Polen         | 4       | 3       | 1       | 10  | 4   | 7     | 1:3           |               | 3:1           | 3:0           | 3:0           |
| 3    | Nederländerna | 4       | 2       | 2       | 8   | 6   | 6     | 1:3           | 1:3           |               | 3:0           | 3:0           |
| 4    | Spanien       | 4       | 1       | 3       | 3   | 10  | 5     | 0:3           | 0:3           | 0:3           |               | 3:1           |
| 5    | Sverige       | 4       | 0       | 4       | 1   | 12  | 4     | 0:3           | 0:3           | 0:3           | 1:3           |               |

13 juni: Polen — Sverige 3:0 (15:5, 15:4, 15:5); Jugoslavien — Spanien 3:0 (15:12, 15:4, 15:8).
14 juni: Jugoslavien — Sverige 3:0 (16:14, 15:6, 15:3); Nederländerna — Spanien 3:0 (15:10, 15:4, 15:3).
15 juni: Nederländerna — Sverige 3:0 (15:10, 15:3, 15:2); Jugoslavien — Polen 3:1 (15:13, 12:15, 15:6, 17:16).
16 juni: Polen — Nederländerna 3:1 (8:15, 15:8, 15:8, 15:13); Spanien — Sverige 3:1 (16:14, 16:14, 13:15, 15:6).
17 juni: Jugoslavien — Nederländerna 3:1 (15:10, 15:8, 2:15, 15:10); Polen — Spanien 3:0 (15:6, 15:2, 15:1).

### Grupp 3
Spelplats:  Ankara, Turkiet, 7—11 juni 1989
| Pos. | Landslag | Matcher | Matcher | Matcher | Set | Set | Poäng | Matchresultat | Matchresultat | Matchresultat | Matchresultat | Matchresultat |
| Pos. | Landslag | S       | V       | F       | VS  | FS  | Poäng | 1             | 2             | 3             | 4             | 5             |
| ---- | -------- | ------- | ------- | ------- | --- | --- | ----- | ------------- | ------------- | ------------- | ------------- | ------------- |
| 1    | Italien  | 4       | 3       | 1       | 11  | 3   | 7     |               | 3:0           | 2:3           | 3:0           | 3:0           |
| 2    | Turkiet  | 4       | 3       | 1       | 9   | 4   | 7     | 0:3           |               | 3:1           | 3:0           | 3:0           |
| 3    | Ungern   | 4       | 3       | 1       | 10  | 5   | 7     | 3:2           | 1:3           |               | 3:0           | 3:0           |
| 4    | Norge    | 4       | 1       | 3       | 3   | 9   | 5     | 0:3           | 0:3           | 0:3           |               | 3:0           |
| 5    | Danmark  | 4       | 0       | 4       | 0   | 12  | 4     | 0:3           | 0:3           | 0:3           | 0:3           |               |

7 juni: Ungern — Italien 3:2 (4:15, 17:15, 15:12, 5:15, 15:7); Turkiet — Norge 3:0 (15:11, 15:7, 15:10).
8 juni: Ungern — Norge 3:0 (15:10, 15:4, 15:5); Turkiet — Danmark 3:0 (15:6, 15:2, 15:3).
9 juni: Italien — Norge 3:0 (15:10, 15:1, 15:8); Ungern — Danmark 3:0 (15:1, 15:6, 15:3).
10 juni: Italien — Danmark 3:0 (15:2, 15:6, 15:4); Turkiet — Ungern 3:1 (15:13, 4:15, 17:15, 15:8).
11 juni: Norge — Danmark 3:0 (15:4, 15:10, 15:13); Italien — Turkiet 3:0 (15:7, 15:6, 15:2).

### Grupp 4
Spelplats: Saint-Nazaire, Frankrike, 16—18 juni 1989
| Pos. | Landslag  | Matcher | Matcher | Matcher | Set | Set | Poäng | Matchresultat | Matchresultat | Matchresultat | Matchresultat |
| Pos. | Landslag  | S       | V       | F       | VS  | FS  | Poäng | 1             | 2             | 3             | 4             |
| ---- | --------- | ------- | ------- | ------- | --- | --- | ----- | ------------- | ------------- | ------------- | ------------- |
| 1    | Rumänien  | 3       | 3       | 0       | 9   | 0   | 6     |               | 3:0           | 3:0           | 3:0           |
| 2    | Frankrike | 3       | 1       | 2       | 5   | 7   | 4     | 0:3           |               | 3:1           | 2:3           |
| 3    | Grekland  | 3       | 1       | 2       | 4   | 7   | 4     | 0:3           | 1:3           |               | 3:1           |
| 4    | Schweiz   | 3       | 1       | 2       | 4   | 8   | 4     | 0:3           | 3:2           | 1:3           |               |

16 juni: Rumänien — Grekland 3:0 (15:0, 15:11, 15:5); Schweiz — Frankrike 3:2 (15:8, 15:11, 14:16, 12:15, 15:9).
17 juni: Rumänien — Schweiz 3:0 (15:9, 15:8, 17:15); Frankrike — Grekland 3:1 (15:10, 10:15, 15:8, 16:14).
18 juni: Grekland — Schweiz 3:1 (9:15, 15:12, 15:11, 15:11); Rumänien — Frankrike 3:0 (15:13, 15:12, 15:4).